# Геоиконика
Геоико́ника — научная дисциплина, основная задача которой — разработка общей теории геоизображений, методов их анализа, преобразования и использования в научной и практической деятельности.

## Описание
Геоиконика объединяет достижения картографии, дистанционного зондирования и геоинформатики в области изучения изображений.
Геоиконика связана с иконикой, психологией восприятия, машинной графикой, теорией распознавания образов и другими отраслями знаний, занимающимися общими проблемами графических изображений.
Впервые концепция геоиконики была сформулирована профессором А. М. Берлянтом в середине 1980-х годов.